# Areion
Areion (altgriechisch Ἀρείων Areíōn; auch Arion) ist ein Wunderpferd aus der griechischen Mythologie.
Es ging aus einer Verbindung von Poseidon mit Demeter hervor. Poseidon hatte Demeter, die um ihre Tochter Persephone trauerte, verfolgt. Demeter verwandelte sich in eine Stute und versteckte sich in einer Herde des Königs Onkios, doch Poseidon verwandelte sich in einen Hengst und bezwang sie so.
Areion war sehr schnell und konnte sprechen. Er gehörte zuerst Onkios und dann Herakles. Später wurde Arion an Adrastos, den König von Argos, verschenkt, damit dieser sich aus der Niederlage der Sieben gegen Theben retten konnte.

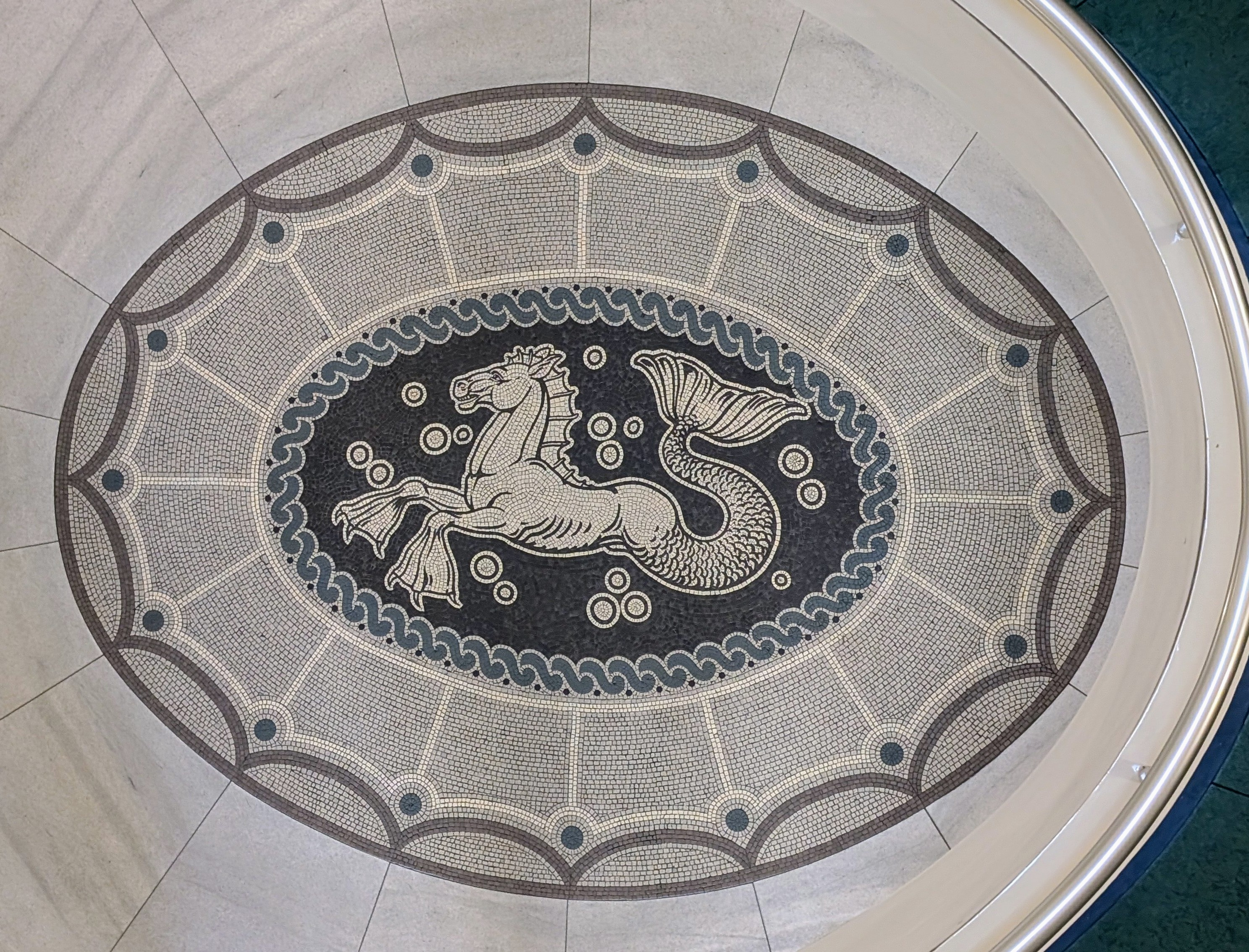
Ross des Poseidon (Mosaik, Hamburg Versmann Haus)